# Xã Galena, Quận Dixon, Nebraska
Xã Galena (tiếng Anh: Galena Township) là một xã thuộc quận Dixon, tiểu bang Nebraska, Hoa Kỳ. Năm 2010, dân số của xã này là 288 người.